# Privește înainte cu mînie
Privește înainte cu mînie, menționat alternativ Privește înainte cu mânie, este un film românesc din 1993 regizat de Nicolae Mărgineanu. Rolurile principale au fost interpretate de actorii Remus Mărgineanu, Luminița Gheorghiu și Ion Haiduc.

## Distribuție
Distribuția filmului este alcătuită din:
- Remus Mărgineanu — Ștefan („Fane”) Ciugudean, muncitor sudor la un șantier naval de pe malul Dunării, activist sindicalist organizator al unei greve a muncitorilor în 1987, condamnat la 12 ani de închisoare în perioada comunistă, participant la Revoluția din decembrie 1989
- Luminița Gheorghiu — Lucreția, soția lui Ștefan Ciugudean
- Ion Haiduc — Pașca, fost muncitor la șantierul naval, prietenul lui Ciugudean
- Simona Ciobanu — Vali, fiica lui Ștefan Ciugudean, elevă de liceu care se prostituează pentru a strânge bani de facultate (menționată Mona Ciobanu)
- Cristian Iacob — Viorel, fiul cel mai mare al lui Ștefan Ciugudean, macaragiu la șantierul naval
- Gheorghe Dinică — Dimos, cârciumar grec originar din Salonic, implicat în mai multe afaceri ilegale
- Ștefan Sileanu — Stavros, contrabandist grec, partenerul de afaceri al lui Dimos
- Laurențiu Albu — Nelu, fiul cel mai mic lui Ștefan Ciugudean, membru al unei bande de delincvenți minori
- Virgil Andriescu — Rotaru, directorul tehnic al șantierului naval, cumnatul fostului secretar de partid
- Valentin Teodosiu — ofițerul de securitate care l-a anchetat pe Ciugudean
- Carmen Trocan — profesoara de matematică de la liceu
- Lucia Maier
- Mirela Bucur
- Lucia Mureșan — șefa de personal al șantierului naval
- Petre Nicolae — Ifrim, directorul șantierului naval (menționat Petrică Nicolae)
- Ion Anghel — „Guriță”, muncitorul scandalagiu de la șantierul naval (menționat Nino Anghel)
- Tudorel Filimon — șoferul rom al mașinii hingherilor
- Aristide Teică — ajutorul lui Dimos
- Duțu Constantin
- George Negoescu — paznicul bătrân al șantierului naval
- Gheorghe Șimonca — ofițer de poliție amator de șpagă, fiu de milițian
- Dumitru Chesa
- Boris Petroff — barmanul de la cârciuma lui Dimos
- Alexandru Bindea — fost securist
- Florin Chirpac
- Valeriu Arnăutu — col. Rozorea, fostul șef al organelor locale ale Securității, actual senator
- copiii
  - Ion Șerban
  - Gabi Stan
  - Adrian Vernescu
  - Gabi Saim
  - Robert Ceasu
  - Aurelian Bratu
  - Ion Stoica
  - Adrian Galea
  - Ionuț Cloșcă